# ヤマハコーポレートサービス
株式会社ヤマハコーポレートサービスはヤマハ株式会社のグループ会社でグループ向けシェアードサービス事業、総合人材サービス事業、トラベルサービス事業、メディアプロダクション事業及び保険サービス事業の中核会社。

## 沿革
- 1997年（平成9年）10月	株式会社ヤマハビジネスサポート設立
- 2011年（平成23年）4月　ヤマハ保険サービス株式会社、株式会社ヤマハメディアワークスを合併
- 2020年（令和2年）1月	社名を株式会社ヤマハコーポレートサービスに変更
- 2020年（令和2年）10月	株式会社ヤマハトラベルサービスを合併